# Park Yong-ha
Park Yong-ha (12 de agosto de 1977 - 30 de junio de 2010) fue un actor y cantante surcoreano.

## Carrera actoral
Inició su carrera a los 17 años de edad, destacando sus habilidades tanto histriónicas como musicales, lo que ayudó a que debutará en el drama Theme Theater  producido en el año 1994 por MBS. Durante los siguientes 8 años, tuvo apariciones en distintas series de  televisión coreanas, sin embargo no fue hasta el año 2002 cuando su popularidad se incrementó, por su participación en el drama Sonata de invierno donde dio vida al personaje de Sang Hyuk Kim.
En el año 2008, reapareció en el drama On air  interpretando a Kyoung-Min Lee, ese mismo año interpretó  a un inventor de nombre Hyun-soo Kang en la película The Scam la cual fue estrenada el 12 de febrero de 2009.
Su último drama fue The Slingshot que se emitió el 6 de abril de 2009 por la cadena KBS2.

## Carrera musical
Comenzó su carrera musical en el año 1994. 
Cantó el tema musical para el drama All in, que fue protagonizada por los actores Lee Byung Hun y Song Hye Kyo, como cantante lanzó varios álbumes en japonés, además de realizar varias giras dando conciertos tanto en Corea como en Japón.
En el año 2008, prestó su voz en esta ocasión para el drama On air producido por SBS, donde se lanzaron los temas del drama en japonés, el álbum fue lanzado el 23 de julio de 2008, bajo el nombre de Behind Love. Para noviembre de 2008, se lanzó la canción "Say Goodbye" del álbum full-length love, sus temas se ubicaron entre los mejores 10 en la lista de Oricon.

## Muerte
Park Yong Ha fue encontrado muerto por su madre, la madrugada del 30 de junio de 2010, aproximadamente a las 5:30 a. m. (hora de Nonhyeon-dong, Seúl) colgado del cable de una cámara de video.
Se dice que estaba bajo presión mientras gestionaba su compañía de entretenimiento, su carrera, y estaba lidiando con el cáncer de su padre. No dejó una nota de suicidio.

## Filmografía

### Películas
- The Scam (2009)
- Although It is Hateful Again 2002 (2002)
- If It Snows on Christmas (1998)

### Series de Televisión
- The Slingshot (2009)
- On Air (2008)
- Tokyo Wankei (2004)
- Loving You (2002)
- Winter Sonata (2002)
- Sunflower (2000)
- 소문난 여자 Somun (2001)
- Snowflakes (2001)
- More Than Love
- What A Tough Woman (1997)